# Архинмяки, Пааво
Па́аво Э́ркки А́рхинмяки (фин. Paavo Erkki Arhinmäki; 13 декабря 1976, Хельсинки, Финляндия) — финский политик, лидер партии Левый союз (2009—2016); с 2011 по 2014 годы — министр культуры и спорта в кабинете Катайнена; кандидат на должность главы государства на выборах президента Финляндии 2012 года.

## Биография
Родился 13 декабря 1976 года в Хельсинки и проживал с семьёй в районах Кулосаари и Пасила. По окончании гимназии в Алппила, в 1995 году сдал единые государственные экзамены на поступление в университет.

### Политическая деятельность
С 2001 по 2005 год возглавлял молодёжную организацию Левого союза.
С 2009 года был избран председателем Левого союза, сменив на этом посту Мартти Корхонена.
22 июня 2011 года при формировании нового кабинета министров был назначен министром культуры и спорта Финляндии.
20 ноября 2011 года был выдвинут кандидатом на выборы президента Финляндии 2012 года от партии Левый союз.

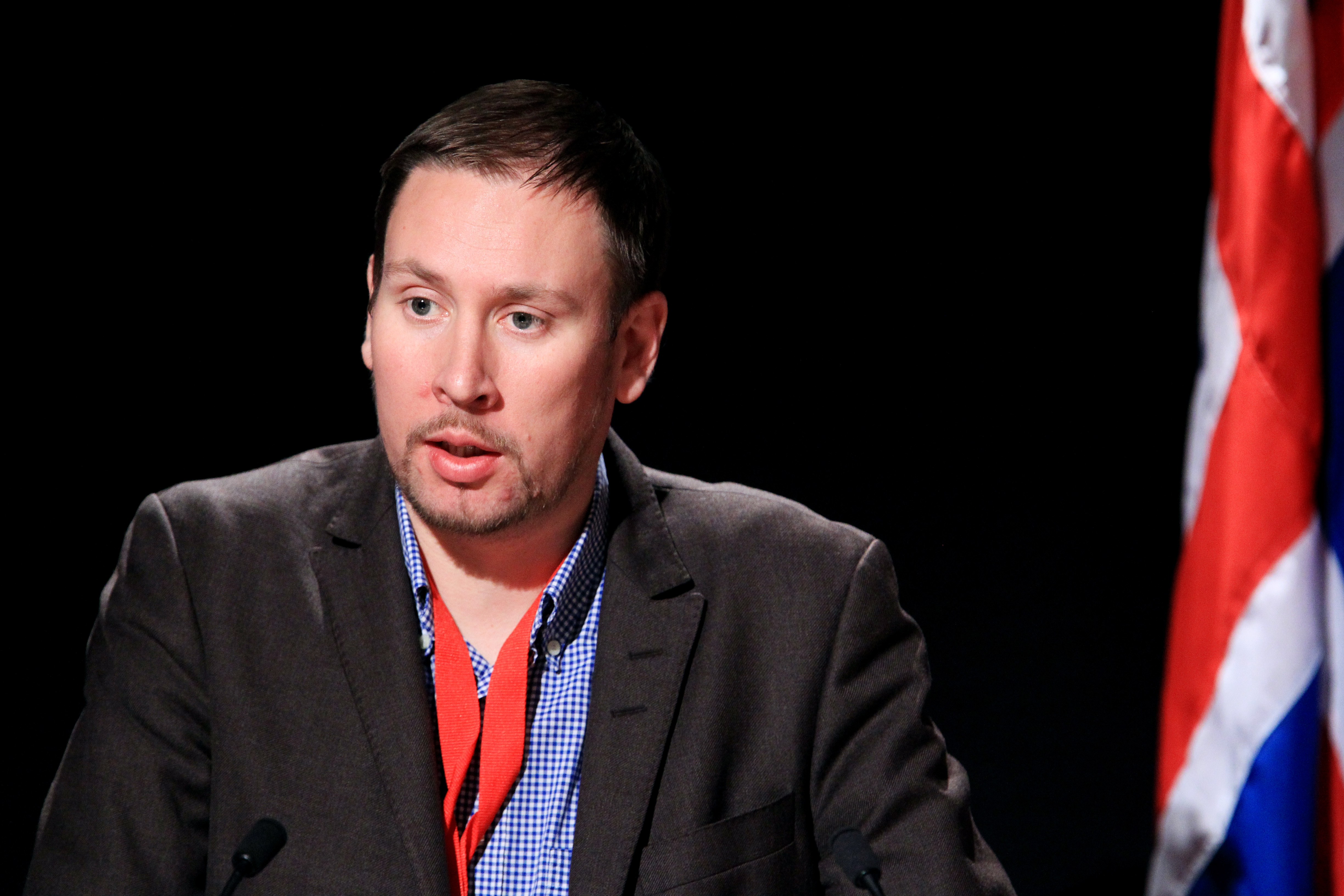
Архинмяки на заседании Северного совета в Рейкьявике, 2010 год.

На очередном партийном съезде, прошедшем 8—9 июня 2013 года в Тампере, Архинмяки был переизбран председателем Левого союза. На этом же съезде он сообщил о возможном выдвижении своей кандидатуры на выборах в Европарламент, поскольку, по его словам, «европейский экономический кризис доказал важность участия в европейских властных структурах».
25 марта 2014 года, после того, как на переговорах о бюджетных рамках, проходивших в конце марте 2014 года, предложения, внесённые главами правящих партий, были отклонены парламентской фракцией «Левого союза» как «ухудшающие положение малоимущих», Пааво Архинмяки заявил о том, что «Левый союз» выходит из правительства по причине несогласия с предложенными сокращениями расходов. По словам Архинмяки, ситуация, при которой в условиях роста цен замораживается индексация социальных пособий для безработных, пенсионеров и студентов, является неприемлемой для его партии. Как он сам, так и министр транспорта Мерья Кюллёнен подали со своих министерских постов в отставку. Освобождён от должности 4 апреля 2014 года.
11 июня 2016 года на очередном партийном съезде Архимяки свою кандидатуру на пост председателя не выдвигал; новым председателем партии стала депутат эдускунты Ли Андерссон (род. 1987).

## ЛГБТ-движение

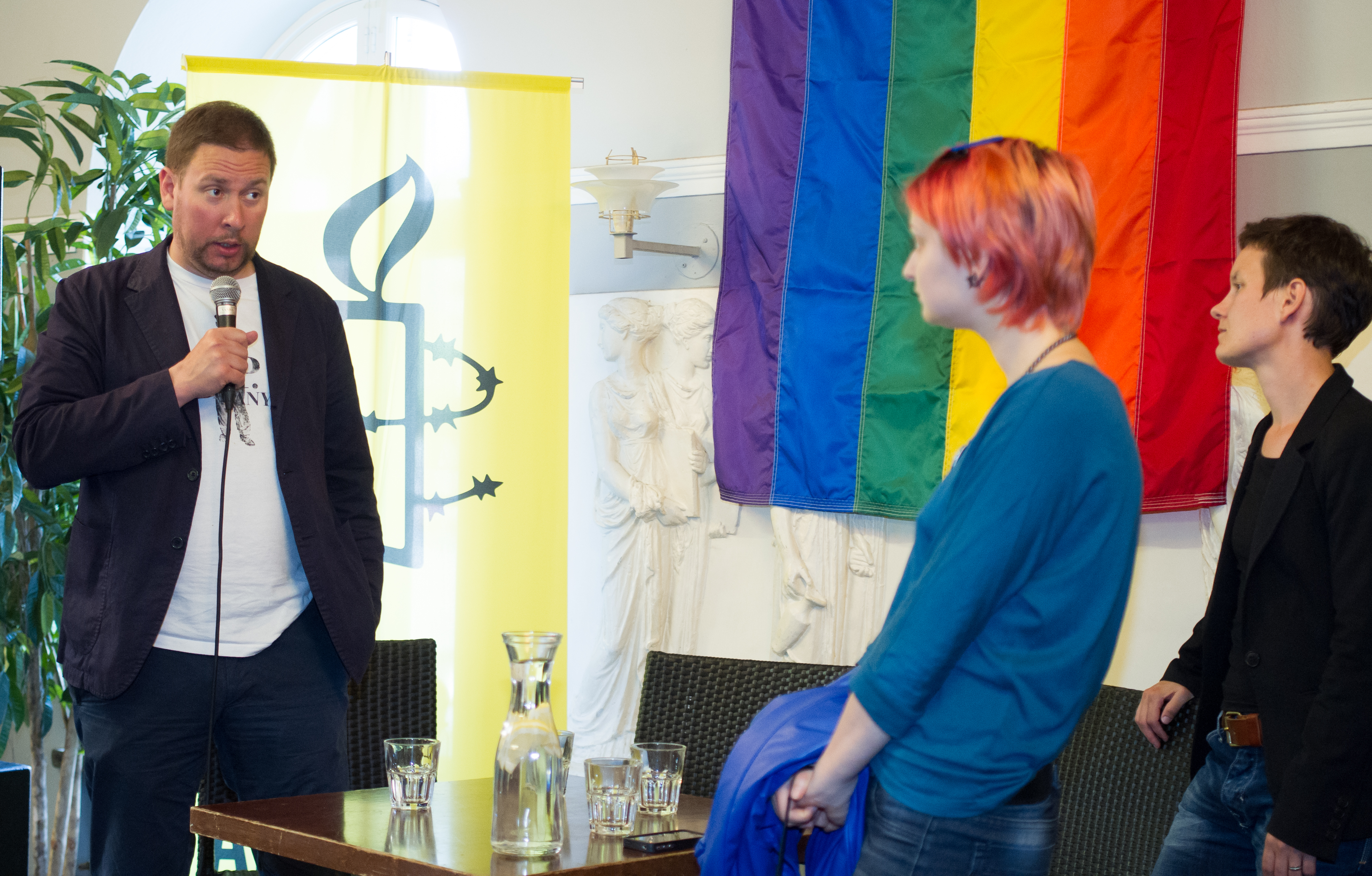
Пааво Архинмяки и Алёна Полуянова.

В своей политической деятельности активно поддерживает ЛГБТ-движение. В 2012 году оказывал своё покровительство ежегодному гей-прайду, проводимому в Хельсинки, призвав к прекращению дискриминации сексуальных меньшинств в спорте.
В 2013 году, в Москве, во время проведения Чемпионата мира по лёгкой атлетике, выступил против принятия в России законодательных запретов на пропаганду гомосексуализма, размахивая на трибунах спортивных болельщиков радужным флагом.

## Семья
В течение длительного периода состоял в гражданском браке с Пяйви Лахти (фин. Päivi Lahti); по профессии она врач-ветеринар. 7 января 2012 года пара официально зарегистрировала брак, а 9 февраля 2012 года в их семье родилась дочь, в связи с чем Архинмяки воспользовался правом выйти в «отцовский отпуск» по уходу за ребёнком. В конце марта 2015 году у Архинмяки родилась вторая дочь.
Проживают с семьёй в Хельсинки, в районе Херттониеми, на берегу Финского залива.

## Интересные факты
- Архинмяки — болельщик хельсинкской футбольной команды FC Jokerit; кроме того, он увлекается ездой на велосипеде и вегетарианством[17].
- Неоднократно бывал в России[18]. В октябре 2011 года присутствовал на церемонии открытия финской школы в Санкт-Петербурге[19].
- Архинмяки не является членом церкви[15].